# Gastrallus mauritanicus
Gastrallus mauritanicus is een keversoort uit de familie klopkevers (Anobiidae). De wetenschappelijke naam van de soort is voor het eerst geldig gepubliceerd in 1963 door Español.